# 초선 (삼국지)

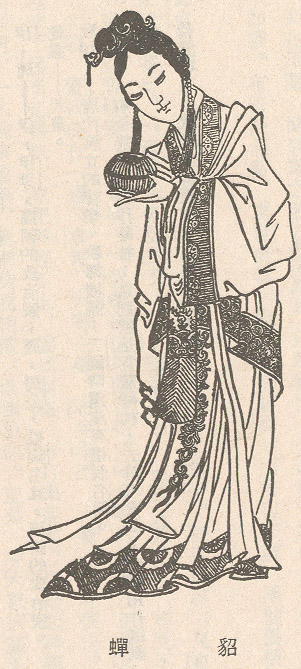
초선

초선(貂蟬)은 서시, 왕소군, 양귀비와 함께 중국의 4대 미인 가운데 한 사람이다.
《삼국지연의》에서 왕윤의 수양딸로 등장해 동탁과 여포 사이를 이간질시키는 역할을 하는 것으로 유명하다. 이는 여포가 동탁의 이름 없는 시녀와 염문을 가졌다는 정사의 기록과 왕윤이 여포를 부추겨 동탁을 죽이게 했다는 사실을 연의에서 각색한 것이다.

## 《삼국지》에서 초선의 모델
초선은 비록 삼국지 상에서는 가공의 인물이지만 이에 해당되는 실존인물은 있었다. 정사 후한서 여포전에 의하면 여포는 동탁의 시녀와 밀통을 하고 있는데 계속 밀통하다가 동탁이 이를 알자 여포에게 수극을 던지며 둘의 연애를 반대했다고 나온다. 이를 이용하여 왕윤이 여포를 적극적으로 설득하여 결국 동탁을 죽이도록 만든다. 정사 후한서 여포전에 의하면 여포와 밀애를 한 이 동탁의 시녀는 이름이 알려진 바 없으며 왕윤과는 아무런 상관이 없다. 다만 나관중은 이 사실에 대해 삼국지연의를 집필할 때 동탁의 시녀 대신 왕윤의 양녀라는 설정으로 변경하고 초선이라는 이름을 부여했다.

## 초선이라는 명칭

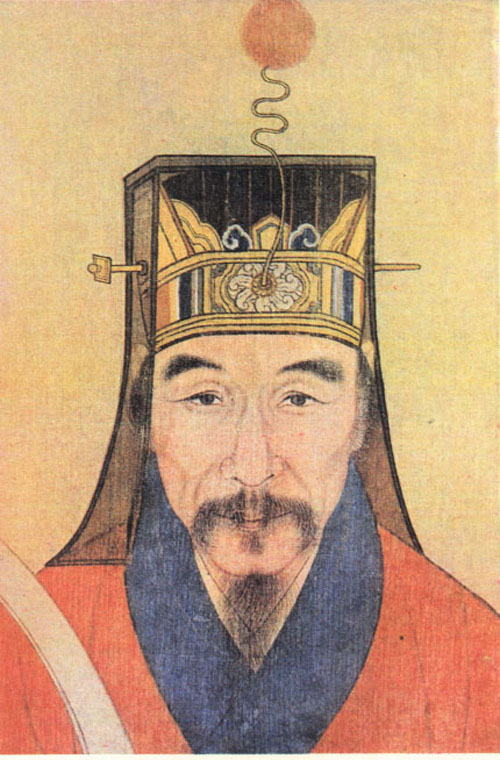
초선관

초선은 비록 삼국지 상에서는 가공의 인물이지만 이에 해당되는 실존인물은 있었다. 정사 후한서 여포전에 의하면 여포는 동탁의 개인 시녀와 밀통을 하고 있어 불안해했는데 이 때 왕윤이 나타나서 여포에게 동탁을 죽이는 일에 가담하면 그 시녀와 정식으로 혼례를 시켜 주겠다고 꼬드겼고 여포가 이에 응해서 동탁을 죽이는 일에 가담했다.
삼국지연의의 저자 나관중이 살던 시기의 송나라에는 초선관이라는 관(冠)을 관리하는 시녀가 있었는데 이 시녀의 관직 이름이 초선이었다. 나관중은 이 사실에 대해 삼국지연의를 집필할 때 동탁의 시녀 대신 왕윤의 양녀라는 설정으로 변경하고 이 양녀의 개인 이름에 이 당시 궁녀의 관직 중 하나인 '초선'을 붙여서 묘사했다.

## 초선의 무덤
2000년 6월 서천(西川)기자역 근처에서 한나라 시대의 무덤이 발굴되었는데 그안에 사람의 다리뼈와 머리카락 외에 '여인은 초선의 장녀로 어미를 따라 촉으로 들어갔다 라는 글과 `초선은 왕윤의 가기(노래와 연주를 하는 종)로 염제를 따라 촉으로 들어왔다'라는 글이 새겨진 묘비가 발굴되었고 고고학자들은 이 무덤이 초선의 것인지 아직 밝혀내지 못하고 있지만 묘비에 새겨진 글을 통해 사람들은 이 무덤의 주인공은 초선이며 그녀가 실제로 존재한다고 믿고 있다.

## 《삼국지연의》 이전의 초선
초선은 《삼국지연의》에 처음 등장하는 인물이 아니며, 그 이전에도 다른 작품에서 등장하였다.
- 원나라 때의 잡극인 《연환계》에서 초선은 흔주 목이촌 임앙의 딸인 임홍창(林紅昌)으로 영제 때 궁녀로 선발되었다가 정건양(丁建陽 ＝ 정원.)에게 하사되었다고 나온다. 그때 여포를 만나 그 아내가 되었고, 황건적의 난이 일어나 헤어졌다가 나중에 왕윤으로 말미암아 여포와 재회한다. 또한 이 잡극에서는 초선의 뜻을 “담비의 꼬리와 매미의 날개”라고 풀고 있다.
- 원나라 때의 소설인 《삼국지평화》에서 초선은 본래 임씨이고, 어릴 때의 이름이 초선이며, 남편은 여포라고 하였다. 임조부에 있을 때부터 여포와 떨어지게 되었다고 나온다. 이 소설에서는 왕윤이 동탁을 청해 초선을 바치겠다고 한 뒤 여포를 초대하여 부부를 만나게 하여 갈등을 일으킨다.

대체로 《삼국지연의》 이전의 작품에서는 초선은 동탁이나 왕윤을 만나기 이전부터 이미 여포의 아내였다는 설정이 주류를 이룬다.

## 《삼국지연의》의 초선
초선과 관련하여 《삼국지연의》에서는 다음과 같이 나온다.
- 사도(司徒) 왕윤(王允)의 가기이다. 일설에는 양녀라고도 한다. 동탁(董卓)이 폭정을 잡을 당시 왕윤은 조조(曹操)에게 칠성검(七星劍)을 주며 동탁 암살을 꾀했지만 실패를 하였고, 초선의 제의로, 또는 왕윤의 명으로 동탁과 여포(呂布)를 이간질시키는 연환계를 펼쳐 동탁을 죽인다.

이 《삼국지연의》에 나타나는 초선의 모습은 크게 두 모습인데, 하나는 대의명분을 위해 목숨까지 바치는 충의지사이며, 다른 하나는 남편의 앞길을 가로막는 여인(또는 여자의 치마폭에 싸여 대사를 그르치는 남편의 아내)라는 모습이다. 삼국지 연의에서 초선은 여포와 정을 통한 동탁의 개인 시녀를 기본 베이스로 만들어진 인물로 나관중은 이 여인에게 초선이라는 이름을 부여한 후 동탁의 시녀가 아닌 왕윤의 양녀로 묘사했다.

### 충의지사
충의지사인 초선의 모습에는 유약한 여인이 모습과 마음이 강직한 지사의 모습을 함께 가지고 있다.
- 왕윤이 동탁을 제거하지 못해 애를 태울 때 “소용이 된다면 만 번 죽어도 사양하지 않겠다”라는 요지의 말을 한다. 왕윤이 초선의 말에 답하자 초선은 다시 말하기를 “어찌 대감의 일을 위해 죽음을 두려워 하겠느냐?”라는 요지의 말을 한다.
- 동탁이 죽은 뒤 여포가 미오성을 공격하고 초선을 찾기에 혈안이 되었다는 이야기로 《삼국지연의》에서 이유가 여포에게 작은 칼을 던져 죽이려 했으나, 결국 초선이 죽었다고 한다.

### 남편의 대사를 그르치는 여인
초선은 남편의 대사를 그르치는 여인으로 등장하는데, 이에 대해 초선보다는 여포가 여자의 치마폭에 싸여 대사를 그르치는 사람임을 나타내는 문학적 장치라고 해석하는 사람이 많다. 한편으로는 초선이 실존 인물이 아니기에 서로 상반된 모습으로 나타난다고 보기도 한다. 이런 관점에서 보면 초선은 철저히 연약하고 이기적인 여자로서 그려진다. 이 때문에 일부 삼국지의 저자들은 이 부분의 초선이 여포가 동탁을 죽일 무렵에 등장한 초선과 별개의 인물이며 '가짜 초선'이라고 묘사하기까지도 한다.
- 여포가 조조의 공격을 받고 성에 고립되었을 때 성을 사수할 것을 고집하자, 진궁이 나서서 고립되면 더욱 위험하니 성 밖에 나가서 지친 조조군을 공격해야 한다고 주장한다. 이 일을 여포가 엄씨와 초선에게 말하자, 초선이 “우리를 버리고 함부로 군사를 일으키는 일이 없도록 해달라.”라고 애원한다.

## 다른 작품의 초선
초선은 가상 인물이기 때문에 여러 작품과 야사에서 새롭게 다루어지고 있다.
- 동탁이 죽은 직후, 곧바로 자살했다는 이야기도 있다. 이 때문에 연의에서는 초선이라는 이름도, 외모도 똑같은 다른 여인을 여포의 부인으로 다시 나타나게 해야만 했다.
- 여포 사후, 비구니가 되었다가 이전에 본 관우에게 반하여 관우를 끝까지 모셨다는 얘기도 있다.
- 관우를 처음 봤을 때 서로 반했다.
- 고우영 삼국지에서는 여포를 최대한 좋지 않은 쪽으로 몰고 가기 위해 여포가 아닌 왕윤과 사랑하는 사이로 묘사되며 자결한 후 그 시체가 여포에 의해 강간당한 것으로 묘사했다. 그리고 이후 가짜 초선이라고 해서 초선이 1명 더 등장했다.
- 관우의 연인이 되었지만 관우의 손에 죽었다고 하기도 한다.
- 모 만화 삼국지에서는 삼국지연의와 비슷한 스토리로 전가가 된다. 초선과 여포가 만나는데 실제로 초선은 여포에 마음을 두었고, 만나서 서로 대화를 하던 그 도중 이윤이 여포를 죽이려고 던진 단검에 맞아 살해당하는 것으로 나온다. 이윤은 단검으로 여포를 죽이러다가 초선이 살해당하고 이윤이 단검을 들어서 "네 이놈 여포야 정원과 동탁 두 양부를 죽인너! 어찌 천벌이 없을소냐!" 하며 여포를 죽이려 하자 오히려 이윤이 여포의 칼에 맞아죽는다.

## 역사 속의 초선
정사 《삼국지》에는 초선이라는 이름은 나오지 않고, 그저 동탁의 “시비”라고만 하고 있다.
- 원문 : 布與卓侍婢私通
- 해석 : 여포가 (동탁의) 시비와 사사로이 정을 통했다.

원래 초선이라는 이름 역시 각색된(나관중 또는 다른 사람에 의해) 것이고 그 본명을 아는 이는 아무도 없다.

## 같이 보기
- 삼국지 인물 목록
- 삼국지 가공인물
- 진수 (서진)
- 범엽
- 나관중